# Alpha Ursae Minoris B
Désignations
Alpha Ursae Minoris B (ou Polaris B) est une étoile en orbite autour de l'étoile Alpha Ursae Minoris A, dans la constellation de la Petite Ourse.
α Ursae Minoris B a été découverte par l'astronome William Herschel, en 1779. Elle forme, avec α Ursae Minoris A, une binaire visuelle.